# Rufus et Zosime
Pour les articles homonymes, voir Rufus (homonymie).

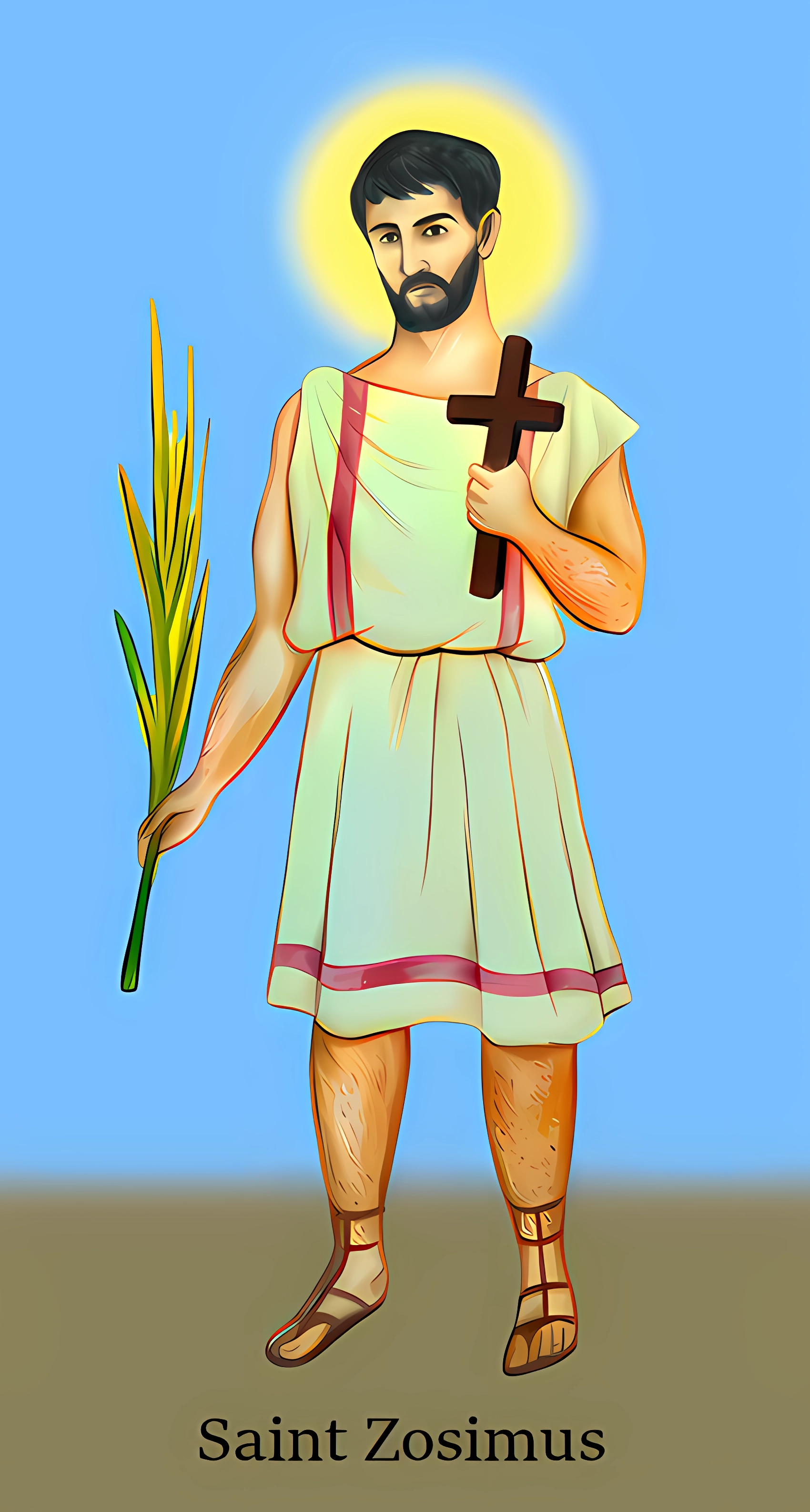
Saint Zosimus

Rufus et Zosime (morts en 107) sont des martyrs chrétiens du IIe siècle vénérés par les églises catholiques romaines et orthodoxes. Leur martyr est raconté dans l'épître de Polycarpe aux Philippiens et dans l'Historia Ecclesiastica d'Eusèbe. Leur mémoire est célébrée le 18 décembre.
Ils vivaient à Antioche et furent martyrisés avec saint Ignace d'Antioche lors de la persécution de Trajan.